# Ністрень
Ністрень (рум. Nistreni) — село у Резинському районі Молдови. Входить до складу комуни, адміністративним центром якої є село Лалова.

## Населення
За даними перепису населення 2004 року у селі проживали 8 осіб, усі — молдавани.